# Epilobium parviflorum
Epilobium parviflorum là một loài thực vật có hoa trong họ Anh thảo chiều. Loài này được Schreb. mô tả khoa học đầu tiên năm 1771.

## Hình ảnh

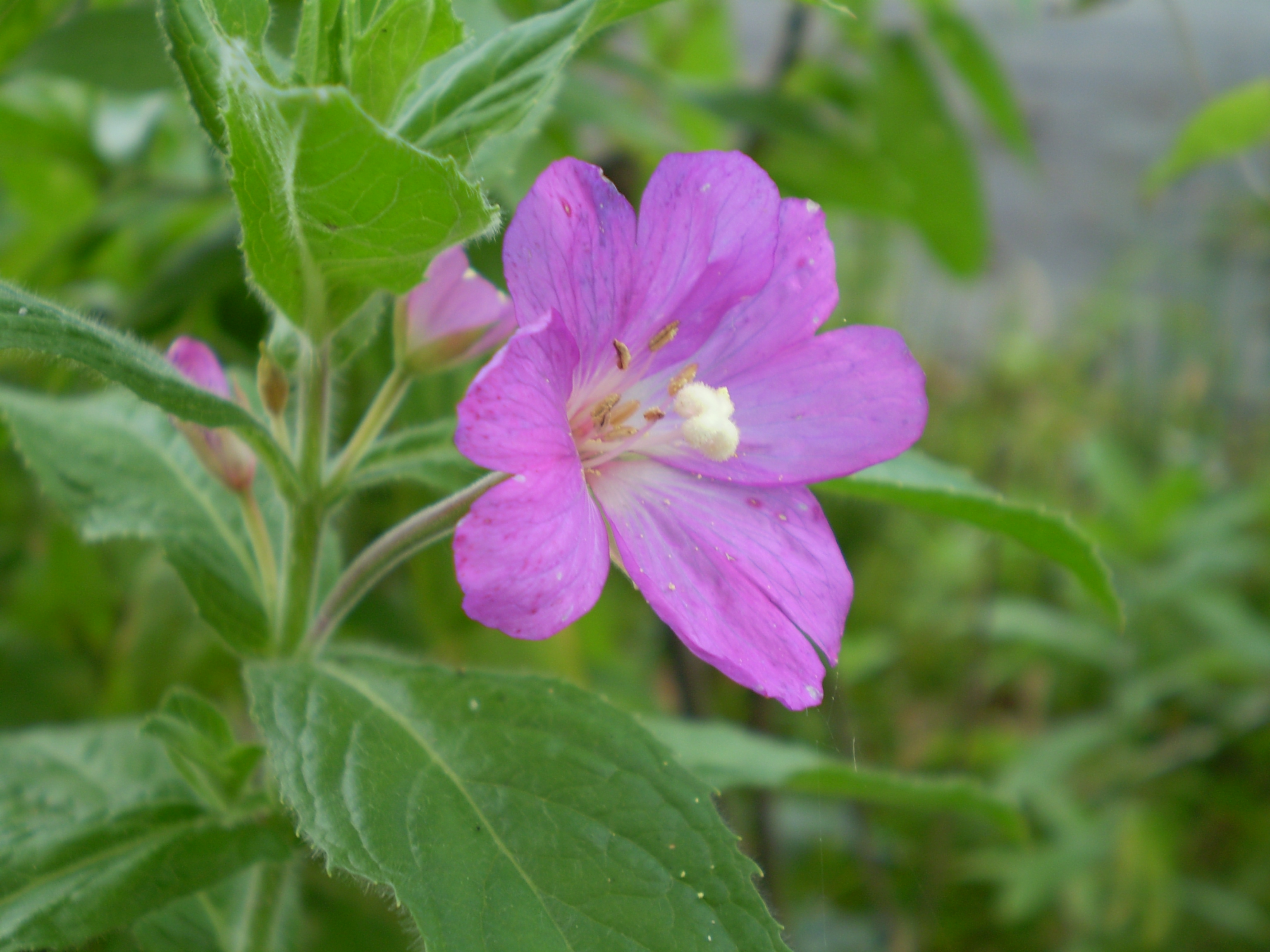
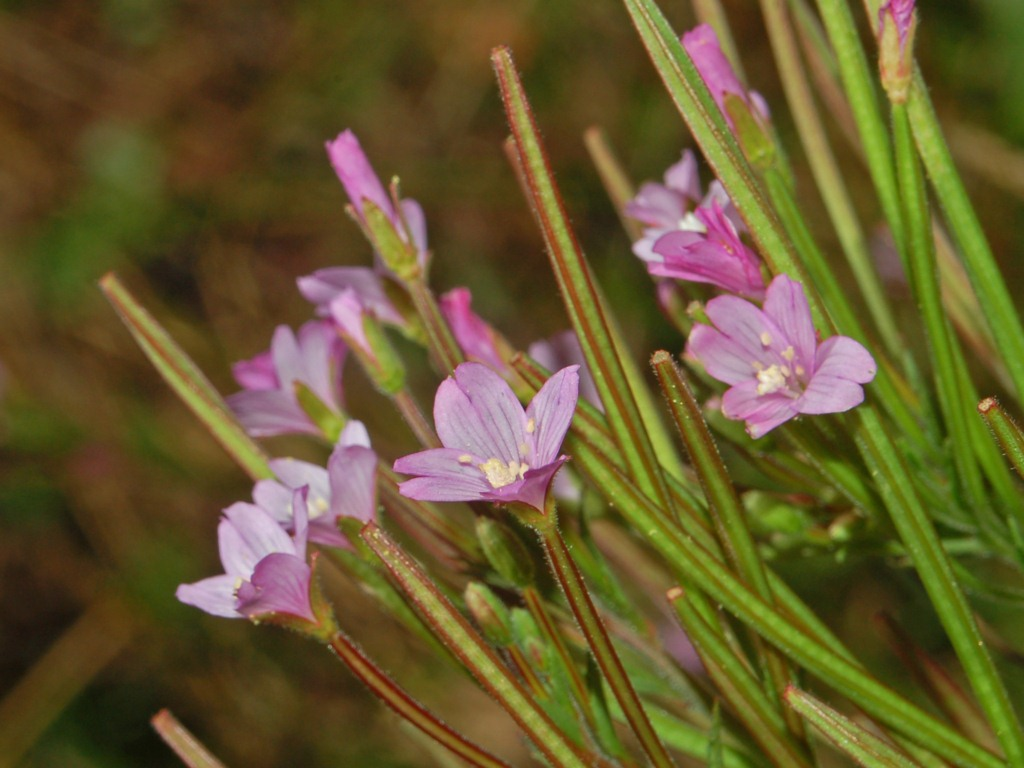
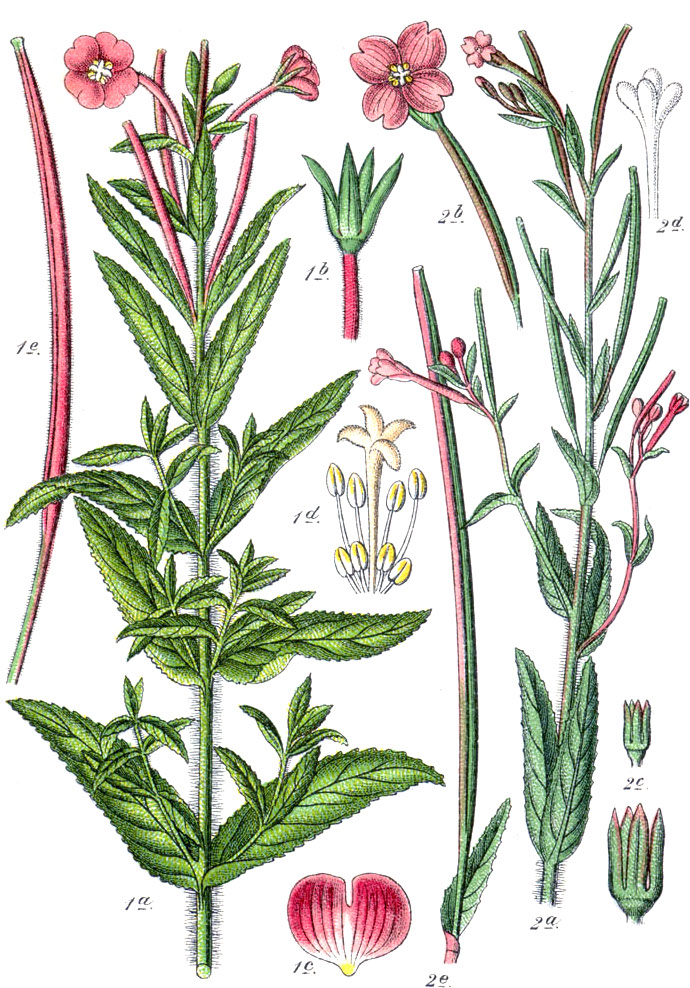
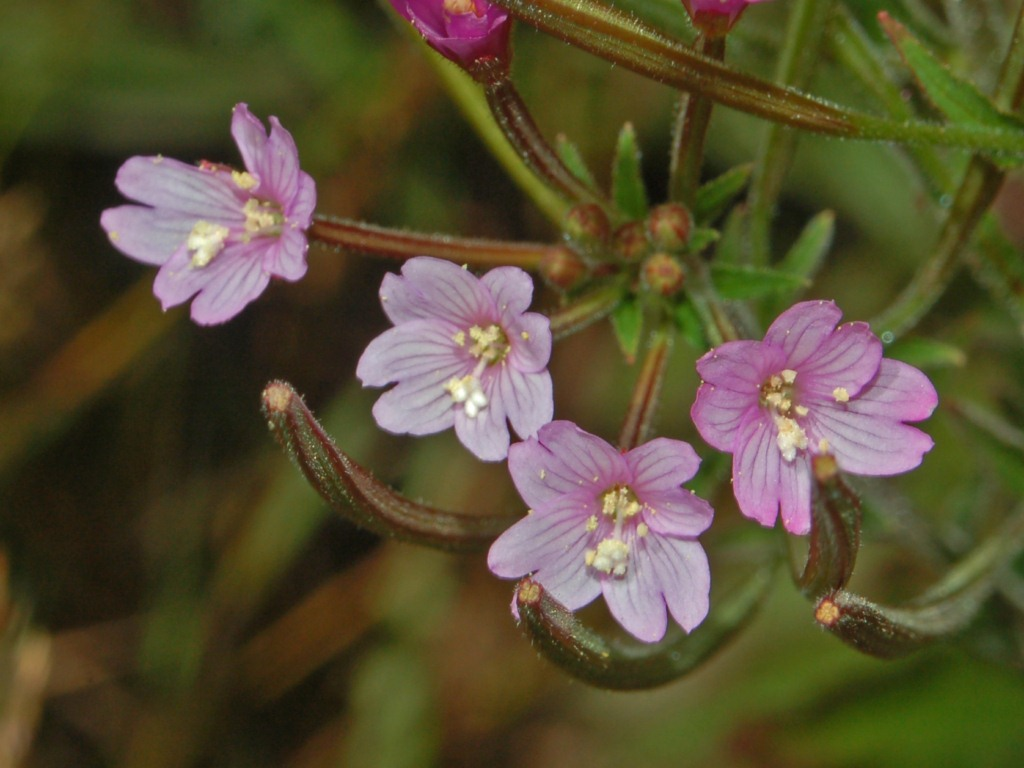